# Khaplu
Khaplu (en ourdou et en balti :خپلو), aussi orthographiée Khapalu (en balti :ཁཔ་ལུ།), est une ville pakistanaise, située dans le district de Ghanche, dont elle est la capitale, dans la province du Gilgit-Baltistan au nord du Pakistan.
La ville est située sur les rives de la Shyok, affluent de l'Indus. 